# ويل بي. جونستون
ويل بي. جونستون (بالإنجليزية: Will B. Johnstone)‏ هو رسام كارتون أمريكي، ولد في 1883 في سانت لويس في الولايات المتحدة، وتوفي في 1944 في ويست بالم بيتش في الولايات المتحدة.

## وصلات خارجية
- ويل بي. جونستون على موقع IMDb (الإنجليزية)
- ويل بي. جونستون على موقع قاعدة بيانات برودواي على الإنترنت (الإنجليزية)
- ويل بي. جونستون على موقع قاعدة بيانات برودواي على الإنترنت (الإنجليزية)
- ويل بي. جونستون على موقع قاعدة بيانات الفيلم (الإنجليزية)